# Димитрий Хоматиан
Дими́трий II Хоматиа́н (греч. Δημήτριος Χωματηνός, Χωματιανός; XIII век) — архиепископ Охридский, византийский учёный, писатель, канонист, церковный и политический деятель Эпирского царства.

## Биография
Место и время рождения не установлены. По одной из версий, он или его предки происходили из города Хома в области Фригия в Малой Азии, откуда его прозвище (Хоматиан или Хоматин); по другой — он родился в Константинополе, где получил юридическое образование и начал церковную карьеру,
До 1204 году был нотариусом двух патриархов, потом хартофилаксом (библиотекарем) в Фессалонике и в Охриде при Охридском митрополите Иоанна Каматира.
Он является представителем теории цезаропапизма, автором канонических сочинений — 219 канонических писем — например канонический ответ архиепископу Константину Кавасиле, касающийся права о рукоположении, поэм и комментарий сочинений Аристотеля.
«Краткое Житие Климента Охридского» Димитрия Хоматиана дошло до нас как часть службы святому, помещённая после шестой песни канона. В основу своего произведения Хоматиан положил текст греческого сочинения своего предшественника Феофилакта Охридского — «Пространного жития св. Климента» (так называемая «Болгарская легенда») XI—XII вв., используя также и устные сказания о подвижнике и сильно сокращая текст Феофилакта. По его словам, Кирилл переводил Священное Писание без помощи своего брата. Папа Римский рукоположил Мефодия епископом не только Моравии, но и Болгарии, тот в свою очередь поставил епископом Иллирика и болгарских земель Климента, который крестил болгарского князя Бориса. В отличие от сочинений Феофилакта произведения Хоматиана были вскоре переведены болгарскими книжниками и тем самым сохраненная Феофилактом болгарская историческая традиция снова вернулась к болгарскому обществу. Сведения о Клименте содержатся и в греческой службе св. Клименту Охридскому на 25 ноября с канонами Охридских архиепископов Феофилакта и Димитрия Хоматиана; канонах св. Клименту на 27 июля архиепископов Константина Кавасилы и Димитрия Хоматиана.
Димитрий Хоматиан был другом владетеля Эпирского царства (1215—1230) Феодора Дуки, с помощью которого становится архиепископом в 1216 году, тем самым являясь высшим церковным судьёй на территории между Корфу и Драмой. Феодор Ласкарис Никейский хотел утвердить свою легитимность как преемник константинопольских императоров (он был коронован Константинопольским патриархом Михаилом IV в Никее в 1208 году), в частности, созданием сербской архиепископии. Но его соперник, эпирский правитель Феодор Дука, также называл себя императором; поддерживавший его Димитрий Хоматиан вскоре короновал его в Салониках. Этот акт являлся и вызовом патриарху, короновавшему Ласкариса.
Канонически православная Рашская епархия находилась в юрисдикции Димитрия Хоматиана, который не поддержал план святителя Саввы Сербского по устроению церковной независимости Сербской церкви и её статуса «автокефальной» Сербской архиепископии, который святитель Савва получил в 1219 году от никейского императора Феодора I Ласкариса (1204—1222) и Патриарха Константинопольского Мануила I Сарантина (1215—1222). В письме к святителю Савве (1220 г.) Димитрием Хоматианом Охридским выражается протест, основанный на факте непризнания им легитимности самопровозглашённого Никейского императора: «У нас нет легитимной империи, и, следовательно, твоя хиротония не имеет законного основания»… «Тебя поработила любовь к отчизне!»
Основным аргументом Хоматиана было то, что при отсутствии бесспорной имперской власти Константинополь (тогда в руках крестоносцев) не имел права перекраивать границы между церковными юрисдикциями. В византийском понимании отношений между Церковью и империей установление границ между церковными юрисдикциями считалось правом императора. Так было в случае с Юстинианом, основавшим автокефальную архиепископию в Юстиниане Приме (на территории Охрида, формально находившейся в папской юрисдикции), в случае с Василием II, основавшим Охридскую архиепископию, и в других случаях, когда императоры создавали и отменяли митрополии на польско-литовских территориях, бывших в юрисдикции митрополита Киевского. После кончины сербского короля Стефана (1228 г.) его сын Стефан Радослав женился на Анне — дочери Феодора Эпирского. Дружелюбные отношения были установлены между сербским двором и архиепископом Охридским Димитрием Хоматианом позже, когда св. Савва примирился с ним и он стал советником сербского короля.
Синодальный указ и письмо архиепископа Димитрия Хоматиана к митрополиту Педиадиту Корфускому содержат важные сведения об учреждения Болгарской архиепископии в Тырново. В середине второго десятилетия XIII в. в результате целого ряда политических перемен часть южных территорий Второго Болгарского царства вошла в состав владений эпирского правителя Феодора Комнина, и встал вопрос о том, как относиться к болгарскому духовенству на этих землях. У верхушки греческого клира в этом отношении не было единой позиции. Если одни требовали низложить и болгарских епископов, и всех поставленных ими лиц, то другие предлагали примириться с создавшимся положением. Это побудило Димитрия Хоматиана обратиться за консультацией к митрополиту Керкиры Васиану Педиадиту. Из письма архиепископа видно, что, хотя в Охриде было известно о признании Тырновским «примасом» власти папы, этот факт не оказал серьёзного влияния на аргументацию спорящих сторон. Сторонники репрессивных мер основывались на том, что болгарские епископы незаконно заняли свои церковные кафедры, согнав с них законных обладателей — греков, а их оппоненты утверждали, что болгарские епископы — православные, признают церковное Предание, и все книги, которыми пользуются болгарские епископы и священники, ничем не отличаются от тех, которыми пользуется Греческая Церковь, кроме того, что они переведены на болгарский язык. В итоге Собор духовенства Охридского архиепископства принял компромиссное решение: болгарские епископы были смещены со своих кафедр, но поставленные ими священники и диаконы сохраняли свой сан «как православные и получившие действительное рукоположение» и лишь должны были подвергнуться 4-месячной епитимии. Низложение епископов обосновывалось не их участием в заключении церковной унии с Римом, а тем, что они заняли эти кафедры при содействии светской власти, согнав с них законных иерархов.
О «русалиях» — весеннем празднике цветов после пасхи, накануне Троицы, который отмечали в сельской местности, можно составить некоторое представление по судебному решению Димитрия Хоматиана, вынужденного разбирать дело об убийстве во время русалий. Сельская молодёжь устроила танцы, игры, пантомимы и «скакания» — все это полагалось делать, чтобы получить дары зрителей. Пастух в овечьем загоне, у которого молодые люди потребовали сыра, отказался его дать, вспыхнула ссора, пастух был убит. Назначая епитимьи виновникам случившегося, архиепископ замечает, что русалии, как и брумалии, — воистину «бесовские игрища», соблюдаемые как обычай «в этой земле».

## Труды
· ed. J. B. Pitra, Demetrii Chom’ateni…, Analecta s a cra et classica specilegio Solesmensi parata", т. VI, П., 1891 (см. ст. Пальмова в «Христ. чтении» 1891, май-июнь и заметку в «Визант. временнике» 2, 426—438, 1895)
· Demetrii Chomateni: Ponemata Diaphora: Das Aktencorpus des Ohrider Erbischofs Demetrios Chomatenos (Corpus Fontium Historiae Byzantinae 38 — Series Berolinensis XIII). Recensuit (herausgegeben von) Günter Prinzing. Einleitung, kritische Edition und Indizes. Berlin, New York (de Gruyter) 2002, ca. 1076 S. ISBN 3-11-015612-1